# Bernardo Prudencio Berro

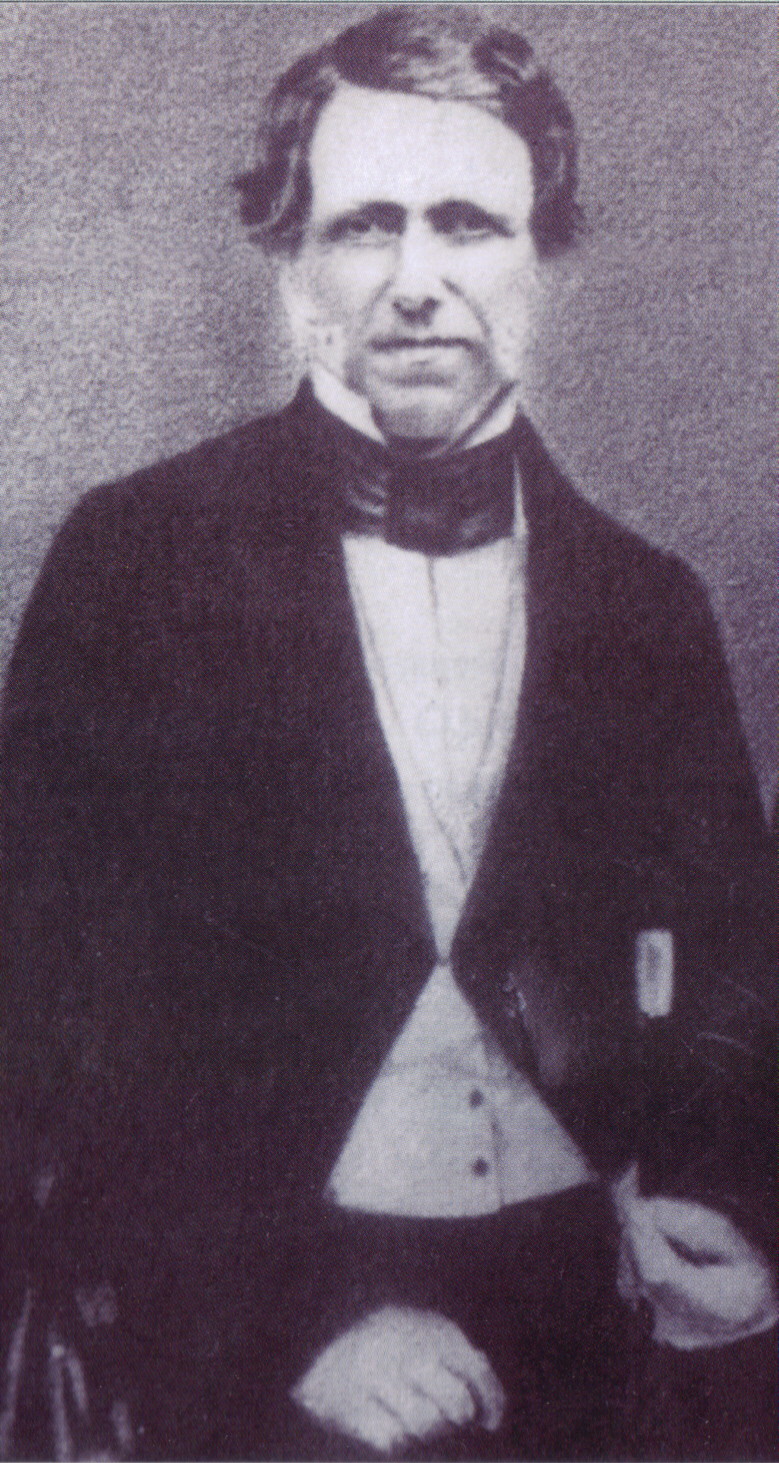
Bernardo Berro

Bernardo Prudencio Berro y Larrañaga (* 28. April 1803 in Montevideo; † 19. Februar 1868 ebenda) war ein uruguayischer Politiker und Schriftsteller.

## Leben
Der Sohn Pedro Berros gehörte der Partido Nacional an und war vom 1. März 1860 bis zum 1. März 1864 Präsident von Uruguay. Bereits 1852 hatte er das Amt des Staatsoberhaupts im Rahmen einer provisorischen Regierung für wenige Wochen (15. Februar bis 1. März) ausgeübt. Ein Jahr später bekleidete er dann für einen kurzen Zeitraum (4. Juli bis 24. September 1853) das Amt des Außenministers.
Am 19. Februar 1868 fiel er einem Attentat zum Opfer. Sein politischer Widersacher Venancio Flores kam am selben Tag ebenfalls durch einen Attentäter ums Leben.